# Mont Tendre
Mont Tendre (franc. Krucha Góra; 1679 m n.p.m.) – szczyt w górach Jura, najwyższy ze szczytów tego łańcucha górskiego, położony całkowicie na terenie Szwajcarii. Leży na terenie gminy Montricher w kantonie Vaud. Szczyt Mont Tendre wznosi się w południowej części gór, w paśmie oddzielającym wewnątrzjurajską dolinę Joux na północnym zachodzie od wielkiej kotliny Jeziora Genewskiego na południowym wschodzie.
Masyw Mont Tendre zbudowany jest z wapieni. Spotkamy tu szereg elementów rzeźby krasowej, takich jak doliny krasowe, uwały, lapiazy i in.
W niższych partiach masyw porośnięty jest jeszcze lasami ze znacznym udziałem świerka. Podobnie jak znaczny odcinek grzbietu, nad którym góruje, sam szczyt Mont Tendre jest nagi, pokryty łąkami górskimi, a w miejscach o cieńszej warstwie gleby - bogatymi murawami naskalnymi, obfitującymi w liczne gatunki wapieniolubne. Cały teren jest po dziś dzień wypasany (głównie młode bydło), a charakterystycznym elementem krajobrazu są murki, układane z kamieni, rozdzielające poszczególne pastwiska.
Szczyt jest łatwo dostępny z każdej strony i jest licznie odwiedzany przez turystów. Prowadzi nań szlak turystyczny. Na szczycie góry znajduje się charakterystyczny, czteronożny daszek. Rozciąga się spod niego rozległy widok, obejmujący m.in. Jezioro Genewskie i Lac de Neuchâtel, a także położone na wschodzie i południowym wschodzie Alpy, w tym grupę Mont Blanc.